# Vásárosbéc
Vásárosbéc es un pueblo ubicado en el distrito de Szigetvár, en el condado de Baranya, Hungría.

## Superficie
Posee una superficie de 24,01 kilómetros cuadrados.

## Demografía
Hasta 2019 la población era de 174 habitantes, con una densidad de población de 7,247 habitantes por kilómetro cuadrado.